# ناحیه بداما
ناحیه بداما (به عربی: ناحیة بداما) یک ناحیه در سوریه است که در منطقه جسرالشغور واقع شده‌است. ناحیه بداما ۱۸٬۵۰۱ نفر جمعیت دارد.